# Eckartsau
Eckartsau ist eine Marktgemeinde mit 1331 Einwohnern (Stand 1. Jänner 2024) im Bezirk Gänserndorf in Niederösterreich.

## Geografie
Eckartsau liegt im südlichen Marchfeld in Niederösterreich, am Rand des Nationalparks Donau-Auen im Weinviertel. Die Fläche der Marktgemeinde umfasst 48,97 Quadratkilometer. 24,53 Prozent der Fläche sind bewaldet.

### Gemeindegliederung
| Katastralgemeinden                                                                                                   | Ortschaften in der Gemeinde                                                                |
| --- | ------------------------------------------------------------------------------------------ |
| Eckartsau (19,81 km²) Kopfstetten (5,64 km²) Pframa (5,49 km²) Wagram an der Donau (5,70 km²) Witzelsdorf (12,34km²) | Eckartsau (M) · Kopfstetten (D) · Pframa (D) · Wagram an der Donau (D) · Witzelsdorf (D) · |
| Legende |                                                                                            |

| In der Spalte Katastralgemeinden sind sämtliche Katastralgemeinden einer Gemeinde angeführt. In der Klammer ist die jeweilige Fläche in km² angegeben. |
| In der Spalte Ortschaften sind sämtliche von der Statistik Austria erfassten Siedlungen, die auch eine eigene Ortschaftskennziffer aufweisen, angeführt. In der Hierarchieebene derselben Spalte, rechts eingerückt, werden nur Ansiedlungen, die mindestens aus mehreren Häusern bestehen, dargestellt. Die wichtigsten der verwendeten Abkürzungen sind: - M = Hauptort der Gemeinde - Stt = Stadtteil - R = Rotte - W = Weiler - D = Dorf - ZH = Zerstreute Häuser - Sdlg = Siedlung - Hgr = Häusergruppe - E = Einzelgehöft (nur wenn sie eine eigene Ortschaftskennziffer haben) Die komplette Liste der Statistik Austria ist in: Topographische Siedlungskennzeichnung nach STAT Zu beachten ist, dass manche Orte unterschiedliche Schreibweisen haben können. So können sich Katastralgemeinden anders schreiben als gleichnamige Ortschaften bzw. Gemeinden. Quelle: Statistik Austria – Liste für Niederösterreich (PDF) |

Das Gemeindegebiet umfasst folgende fünf Ortschaften (in Klammern Einwohnerzahl Stand 1. Jänner 2024):
- Eckartsau (464), (slowakisch Krcov, kroatisch Krcej)[2]
- Kopfstetten (227), (slowakisch Guštatín, kroatisch Guštatin)[2]
- Pframa (331), (slowakisch Fráma, kroatisch Frama)[2]
- Wagram an der Donau (156), (slowakisch (Chorvátsky) Ogrún, kroatisch (Hrvatski) Ogrun)[2]
- Witzelsdorf (153), (slowakisch Čistrov, kroatisch Čistrof)[2]

Die früher selbstständigen Ortschaften wurden am 1. Jänner 1971 zur Gemeinde Eckartsau vereinigt.

### Nachbargemeinden
|                   | Haringsee                                   | Lassee              |
| Orth an der Donau | Kompassrose, die auf Nachbargemeinden zeigt | Engelhartstetten    |
|                   | Scharndorf                                  | Petronell-Carnuntum |

## Geschichte
Um 1180 wird der Ort als Ekkartsovve genannt.
Die heutige Großgemeinde Eckartsau entstand 1971 aus den beiden Marktgemeinden Eckartsau und Witzelsdorf und den drei Dorfgemeinden Kopfstetten, Pframa und Wagram an der Donau. Wagram an der Donau, früher Kroatisch-Wagram in Abgrenzung zu Deutsch-Wagram, entstand durch Kroatenbesiedlung nach der Türkeninvasion von 1529. Der Wallfahrtsort Kopfstetten wurde urkundlich erstmals 1233 als Chopstetten erwähnt. Pframa wurde schon im Jahre 1025 zum ersten Mal dokumentlich als Fruhmanaha genannt und ist somit eine der ältesten Ortschaften im Marchfeld. Witzelsdorf war als Wizilinesdorf vermutlich schon um 1083 bekannt.

Eckartsau und Umgebung um 1873 (Aufnahmeblatt der Landesaufnahme)

Von der Marchegger Ostbahn, heute wie einst Teil einer der Bahnverbindungen Wien–Pressburg, zweigte lange Zeit beim Bahnhof Siebenbrunn-Leopoldsdorf eine Flügelbahn nach Engelhartstetten ab, die in Kopfstetten eine Station hatte. Von dieser aus reiste Kaiser Karl I., von Schloss Eckartsau kommend, im März 1919 mit dem ehemaligen k.u.k. Hofsalonzug  ins Exil in der Schweiz ab.
Laut Adressbuch von Österreich waren im Jahr 1938 in der Marktgemeinde Eckartsau ein Bäcker, ein Binder, ein Fleischer, ein Friseur, zwei Gastwirte, drei Gemischtwarenhändler, eine Hebamme, ein Maurermeister, ein Sattler, ein Schmied, zwei Schneider und drei Schneiderinnen, drei Schuster, ein Tischler, ein Viehhändler, ein Wagner und mehrere Landwirte ansässig. Zudem gab es eine Milchgenossenschaft, ein Lagerhaus der Lagerhausgenossenschaft Ober-Siebenbrunn und die landwirtschaftliche Genossenschaft Eckartsau r. Gen. mbh betrieb eine Mühle.

### Einwohnerentwicklung
| Eckartsau: Einwohnerzahlen von 1869 bis 2024        | Eckartsau: Einwohnerzahlen von 1869 bis 2024 | Eckartsau: Einwohnerzahlen von 1869 bis 2024 | Eckartsau: Einwohnerzahlen von 1869 bis 2024 | Eckartsau: Einwohnerzahlen von 1869 bis 2024 |
| --------------------------------------------------- | -------------------------------------------- | -------------------------------------------- | -------------------------------------------- | -------------------------------------------- |
| Jahr                                                |                                              |                                              |                                              | Einwohner                                    |
| 1869                                                | 1869                                         |                                              | 1.293                                        | 1.293                                        |
| 1880                                                | 1880                                         |                                              | 1.336                                        | 1.336                                        |
| 1890                                                | 1890                                         |                                              | 1.353                                        | 1.353                                        |
| 1900                                                | 1900                                         |                                              | 1.374                                        | 1.374                                        |
| 1910                                                | 1910                                         |                                              | 1.464                                        | 1.464                                        |
| 1923                                                | 1923                                         |                                              | 1.536                                        | 1.536                                        |
| 1934                                                | 1934                                         |                                              | 1.488                                        | 1.488                                        |
| 1939                                                | 1939                                         |                                              | 1.533                                        | 1.533                                        |
| 1951                                                | 1951                                         |                                              | 1.330                                        | 1.330                                        |
| 1961                                                | 1961                                         |                                              | 1.200                                        | 1.200                                        |
| 1971                                                | 1971                                         |                                              | 1.093                                        | 1.093                                        |
| 1981                                                | 1981                                         |                                              | 1.046                                        | 1.046                                        |
| 1991                                                | 1991                                         |                                              | 1.140                                        | 1.140                                        |
| 2001                                                | 2001                                         |                                              | 1.179                                        | 1.179                                        |
| 2011                                                | 2011                                         |                                              | 1.151                                        | 1.151                                        |
| 2021                                                | 2021                                         |                                              | 1.341                                        | 1.341                                        |
| 2024                                                | 2024                                         |                                              | 1.331                                        | 1.331                                        |
| Quelle(n): Statistik Austria, Gebietsstand 1.1.2021 |                                              |                                              |                                              |                                              |

## Kultur und Sehenswürdigkeiten

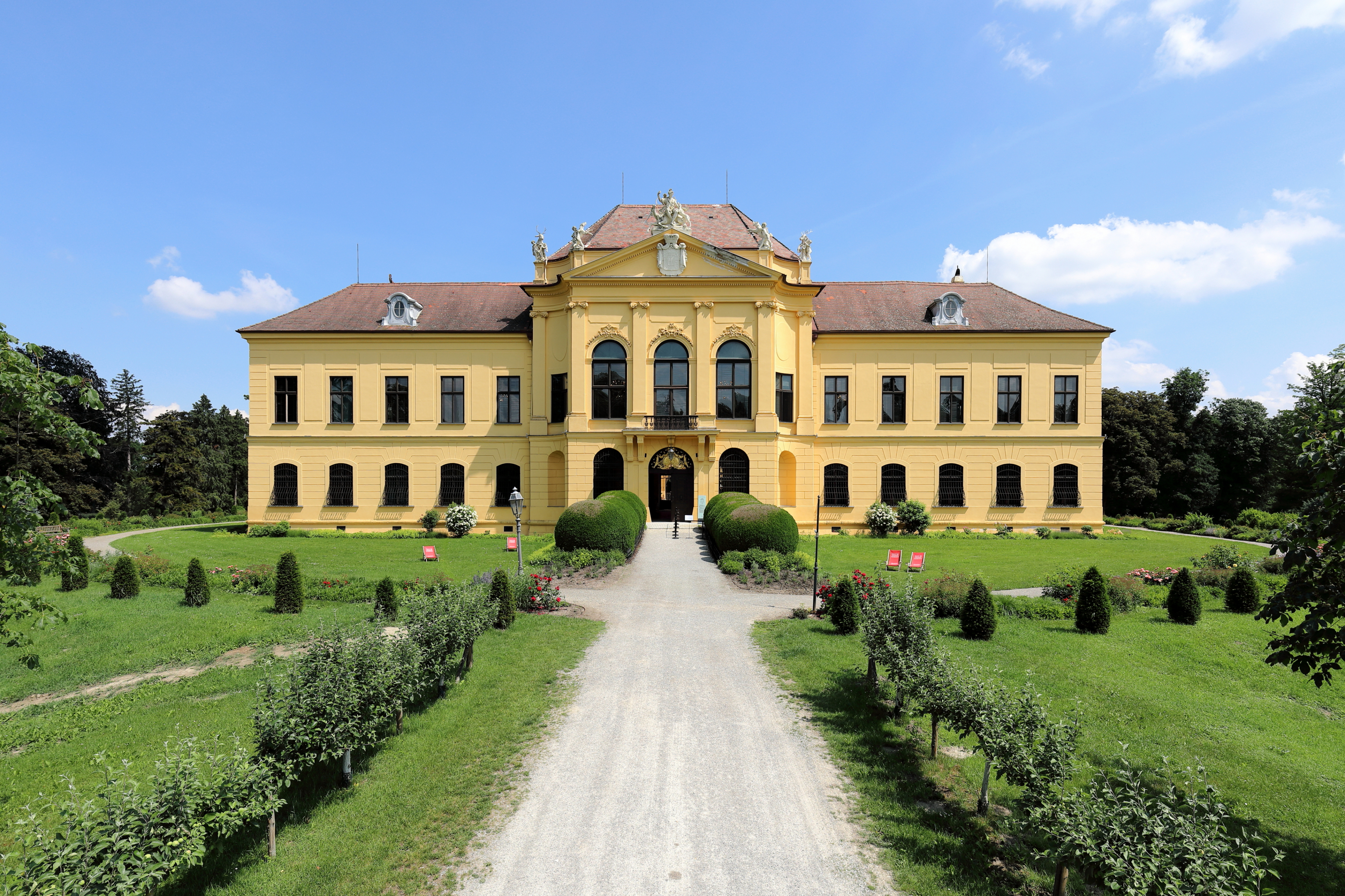
Schloss Eckartsau

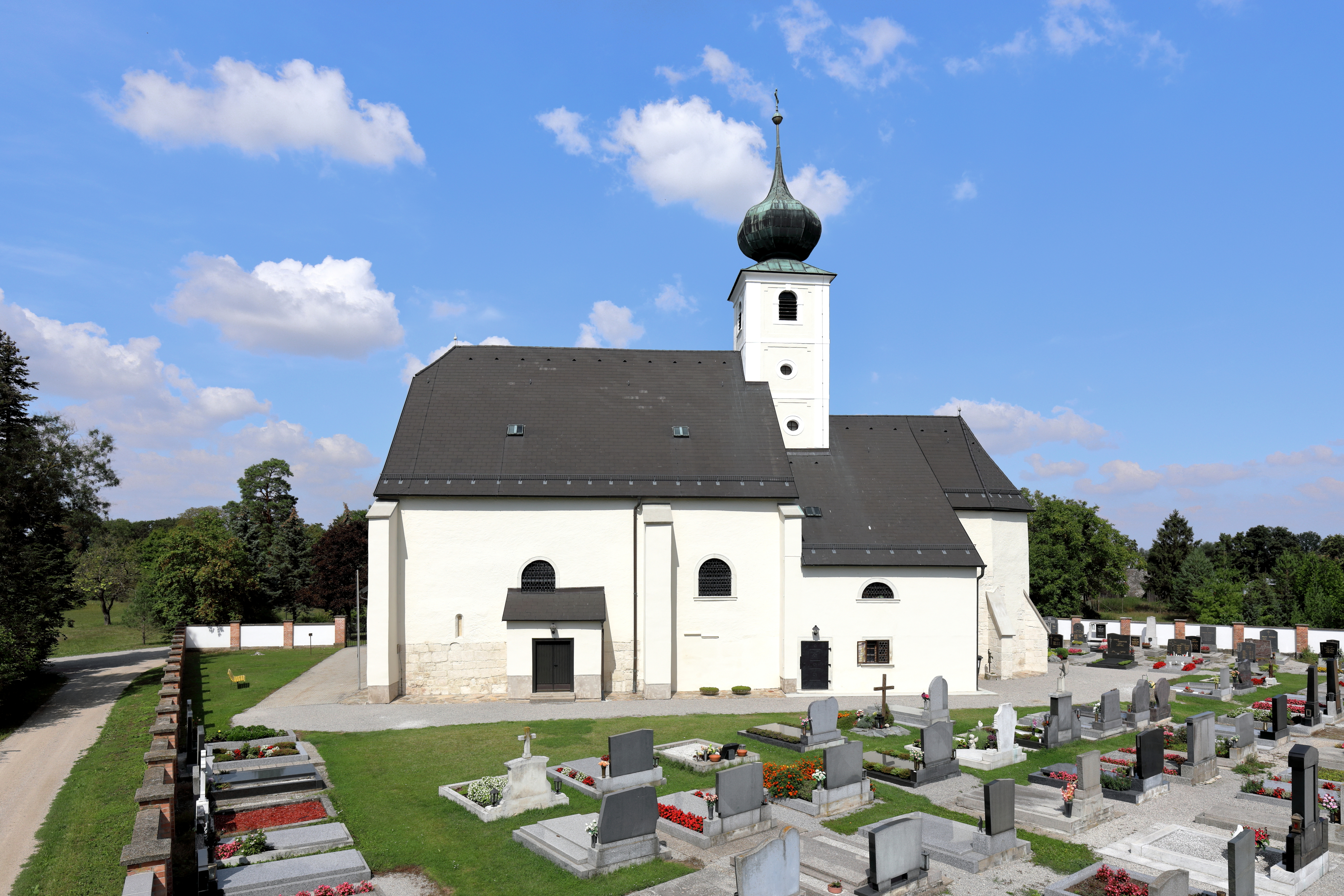
Pfarrkirche Eckartsau

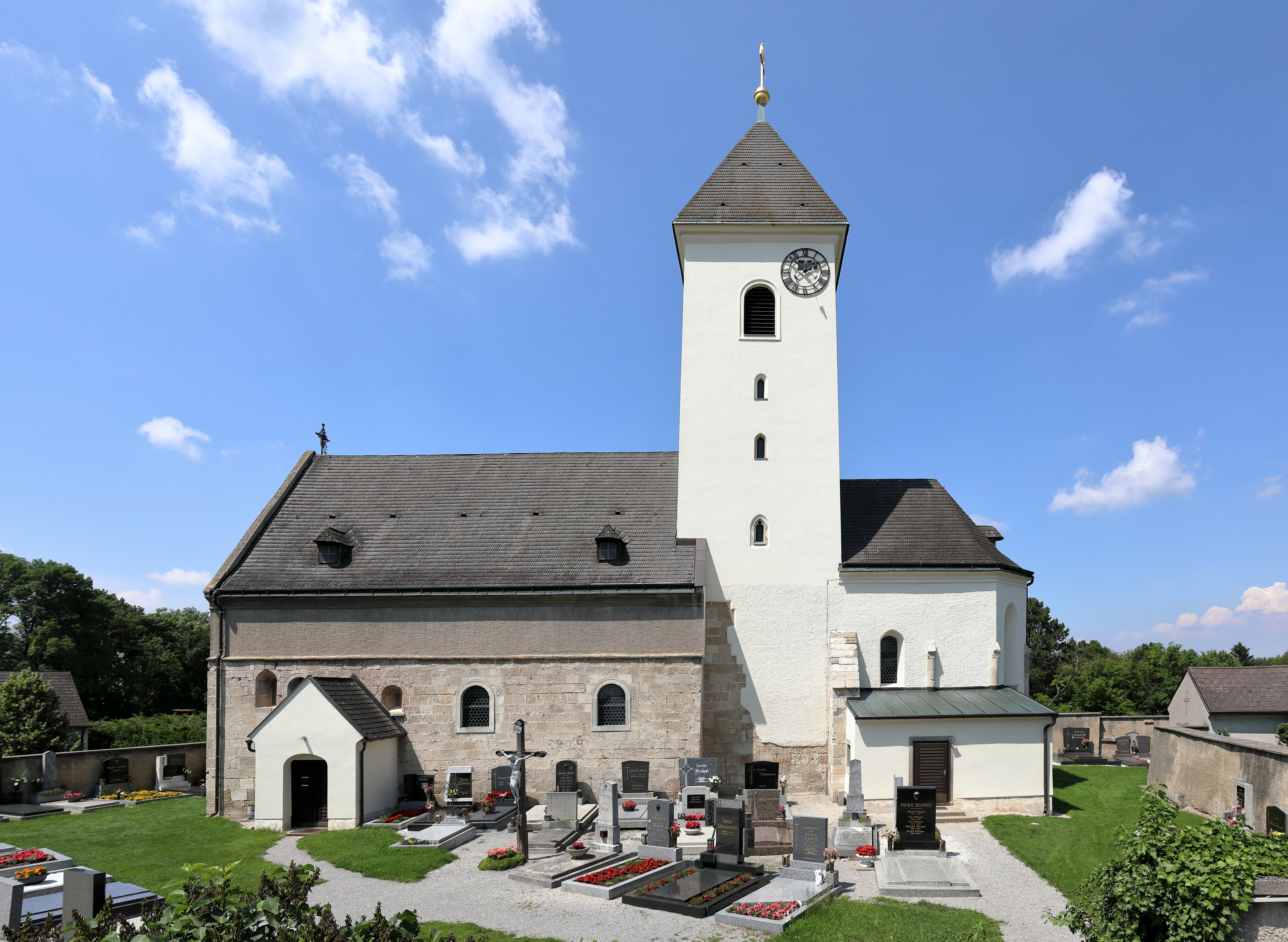
Pfarrkirche Witzelsdorf

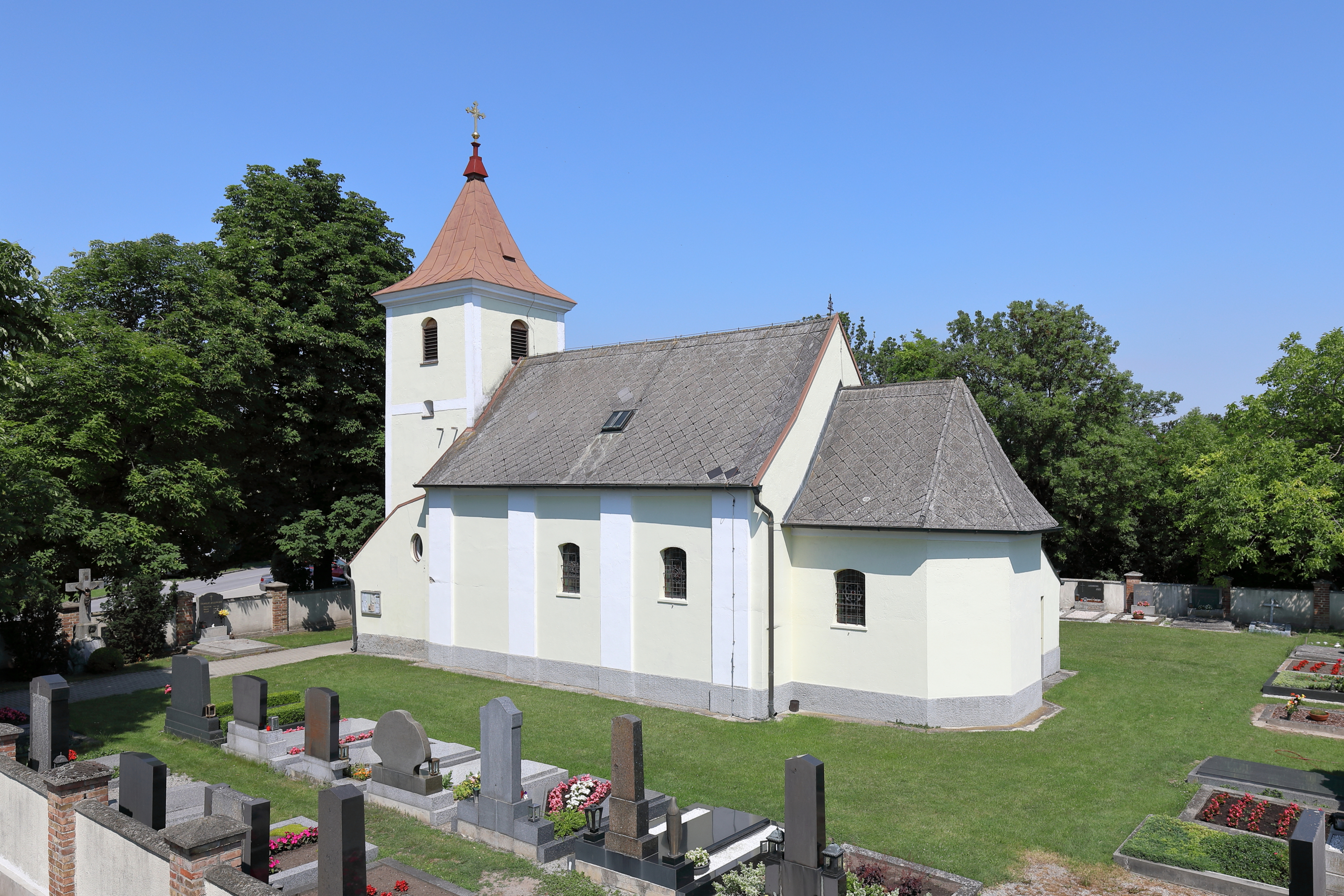
Filialkirche Wagram an der Donau

- Schloss Eckartsau: ursprünglich eine Burg, umgebaut in ein Jagdschloss; das Kaiserliche Jagdschloss Eckartsau war der letzte inländische Wohnort von Kaiser Karl I. nach seinem Verzicht auf jeden Anteil an den Staatsgeschäften vom 11. November 1918. Es befindet sich unweit der Donauauen in Eckartsau.
- Katholische Pfarrkirche Eckartsau hl. Leonhard
- Katholische Pfarrkirche Kopfstetten hl. Bartholomäus
- Katholische Pfarrkirche Witzelsdorf hl. Martin
- Katholische Filialkirche Pframa Zur Kreuzerhöhung
- Katholische Filialkirche Wagram an der Donau hl. Dreifaltigkeit

## Wirtschaft und Infrastruktur
Nichtlandwirtschaftliche Arbeitsstätten gab es im Jahr 2001 36, land- und forstwirtschaftliche Betriebe nach der Erhebung 1999 93. Die Zahl der Erwerbstätigen am Wohnort betrug nach der Volkszählung 2001 514. Die Erwerbsquote lag 2001 bei 45,46 Prozent.

### Öffentliche Einrichtungen
In Eckartsau gibt es einen Kindergarten.

## Politik

### Gemeinderat
Der Gemeinderat hat 19 Mitglieder.
- Nach den Gemeinderatswahlen in Niederösterreich 1990 hatte der Gemeinderat folgende Verteilung: 12 ÖVP, 5 SPÖ und 2 FPÖ.
- Nach den Gemeinderatswahlen in Niederösterreich 1995 hatte der Gemeinderat folgende Verteilung: 11 ÖVP, 7 SPÖ und 1 FPÖ.[7]
- Nach den Gemeinderatswahlen in Niederösterreich 2000 hatte der Gemeinderat folgende Verteilung: 12 ÖVP, 5 SPÖ und 2 FPÖ.[8]
- Nach den Gemeinderatswahlen in Niederösterreich 2005 hatte der Gemeinderat folgende Verteilung: 13 ÖVP und 6 SPÖ.[9]
- Nach den Gemeinderatswahlen in Niederösterreich 2010 hatte der Gemeinderat folgende Verteilung: 14 ÖVP und 5 SPÖ.[10]
- Nach den Gemeinderatswahlen in Niederösterreich 2015 hatte der Gemeinderat folgende Verteilung: 15 ÖVP und 4 SPÖ.[11]
- Nach den Gemeinderatswahlen in Niederösterreich 2020 hatte der Gemeinderat folgende Verteilung: 17 ÖVP und 2 SPÖ.[12]
- Nach den Gemeinderatswahlen in Niederösterreich 2025 hat der Gemeinderat folgende Verteilung: 14 ÖVP, 3 FPÖ und 2 SPÖ.[13]

### Bürgermeister
- 1919–1938 August Steiger (CSP)
- 1945–1948 August Steiger (ÖVP)
- 1995–2010 Josef Lukacs (ÖVP)
- 2010–2022 Rudolf Makoschitz (ÖVP)
- seit 2022 Thomas Miksch (ÖVP)

### Wappen
Der Gemeinde wurde 1980 folgendes Wappen verliehen: In einem schräglinks geteilten Schild, im oberen schwarzen Feld ein wachsender silberner Löwe, im unteren roten Feld ein weißer Pfahl.
Die Gemeindefarben sind Schwarz-Weiß-Rot.

## Persönlichkeiten
Ehrenbürger der Gemeinde
- Otto von Habsburg (1912–2011), im Jahr 2008 wurde Otto Habsburg-Lothringen die Ehrenbürgerschaft erneut verliehen, nachdem sie ihm bereits 1934 einmal verliehen worden, diese aber nach dem Anschluss 1938 von den Nationalsozialisten aberkannt worden war.

Töchter und Söhne
- August Steiger (1884–1963), Landwirt, Politiker und Abgeordneter zum Landtag von Niederösterreich